# Nová Třešně
Nová Třešně je součást obce Záhoří v okrese Písek, urbanisticky tvořící několik domů na severním okraji vsi Třešně. Nachází se v katastrálním území Třešně u Záhoří.
Jako část obce Dolní Novosedly formálně vznikla ke dni 10. listopadu 2010. V roce 2011 bylo evidováno 0 obyvatel a nacházelo se v ní 0 domů. Posléze zde byly postaveny čtyři domy čp. 101–103 a 105 (po pozdějším přičlenění k Třešni v témže pořadí čp. 39, 35, 36, 38), tvořící jedinou část osady. V rámci řešení územních anomálií byla osada Nová Třešně k 8. říjnu 2020 přičleněna k obci Záhoří, k níž patří i ves Třešně, a k 9. říjnu 2020 jako evidenční část obce zrušena.

## Další fotografie

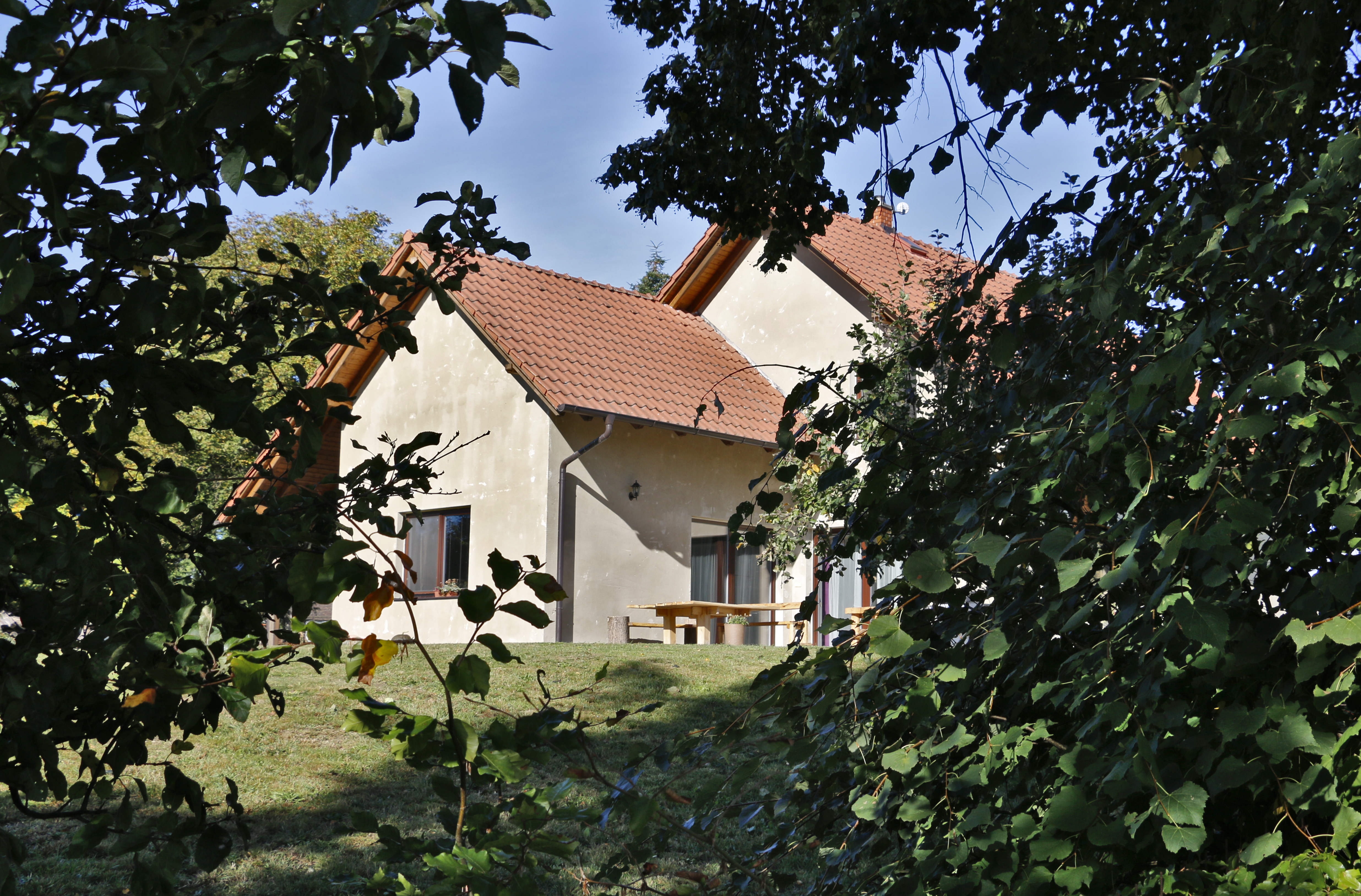
Dům čp. 35
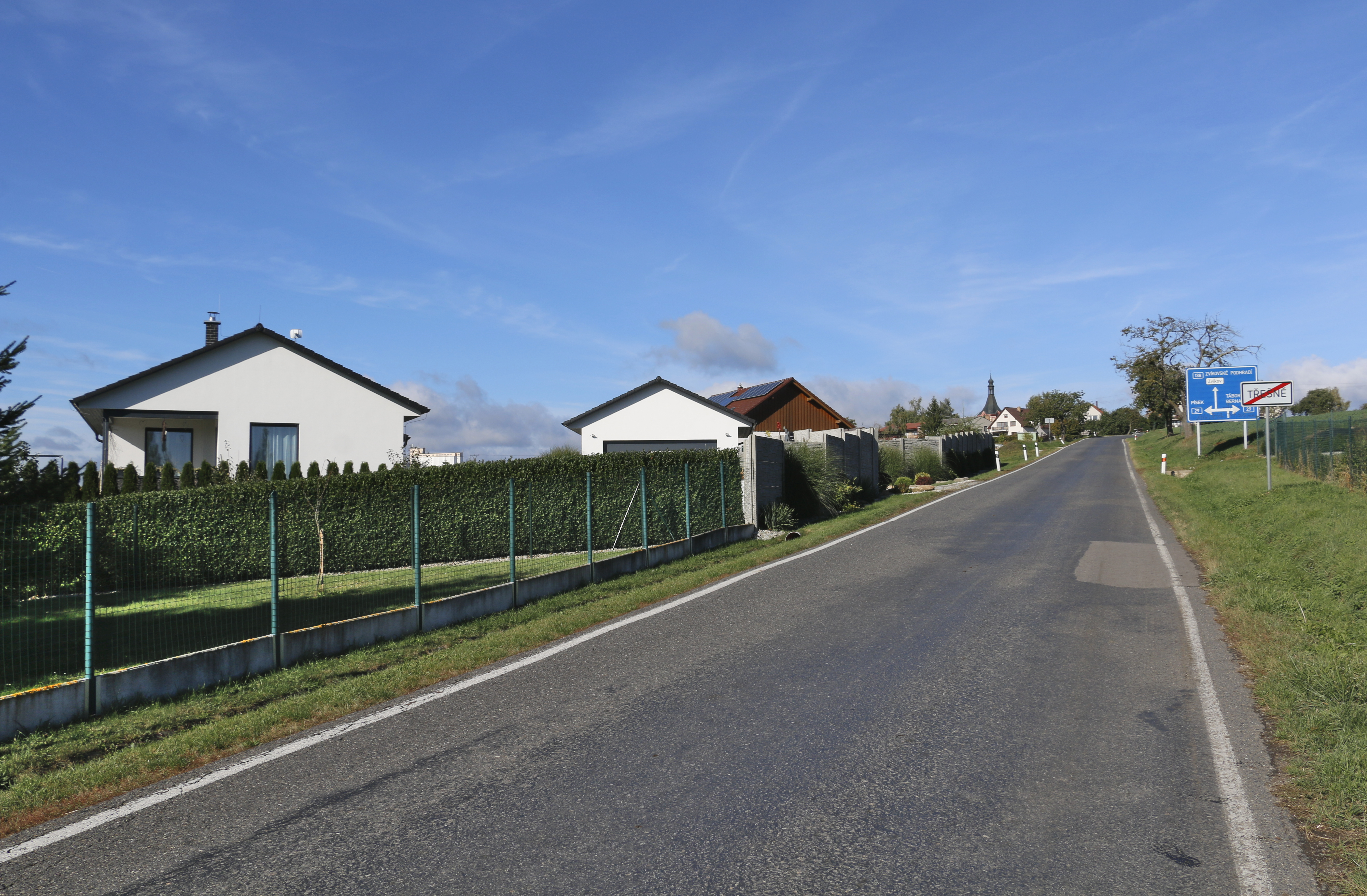
Celkový pohled na domy na severu, v pozadí Horní Záhoří s kostelem